# عصبون شوكي

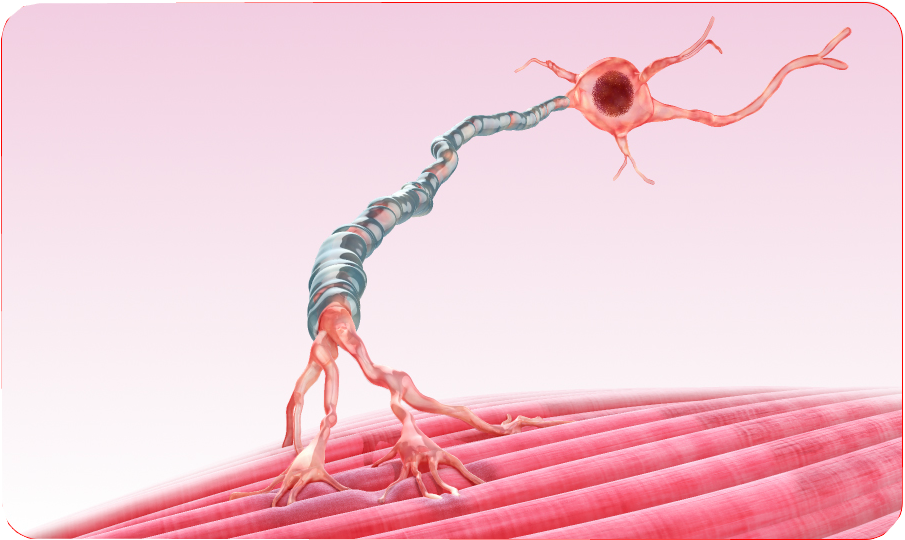
صورة ثلاثية الأبعاد لعصبونٍ شوكي

العصبون الشوكي هو عصبون في الحبل الشوكي. بعض هذه العصبونات مغايرة التغصن، بمعنى أنها تمتلك زوائد تعبر إلى الجانب المقابل من الحبل الشوكي.